# NGC 1508
NGC 1508 ist eine linsenförmige Galaxie vom Hubble-Typ S0/a? im Sternbild Stier auf der Ekliptik. Sie ist schätzungsweise 321 Millionen Lichtjahre von der Milchstraße entfernt und hat einen Durchmesser von etwa 65.000 Lichtjahren.
Das Objekt wurde am 15. Dezember 1876 von Edouard Stephan entdeckt.